# Сенегальский галаго
Сенега́льский гала́го (лат. Galago senegalensis) — примат семейства галаговые.

## Описание
Длина тела составляет от 13 до 21 см, длина хвоста от 20 до 30 см. Масса составляет примерно от 200 до 300 г. Шерсть густая и пушистая, на спине бурого окраса, брюхо от белого до светло-коричневого цвета. Голова круглая, глаза очень большие, приспособлены к ночному образу жизни. Безволосые, независимо друг от друга подвижные уши также велики. Хвост длиннее, чем тело, и на конце пушистый. Задние конечности сильные, на втором пальце имеется коготок для ухода за шерстью.

## Распространение
Сенегальский галаго широко распространён в Центральной Африке. Его область распространения простирается от Сенегала на западе до Судана, Сомали и Эфиопии на востоке и к югу до Кении и Танзании. Его местообитание — это скорее сухие, лесистые области, такие как саванны, буш, а также горные леса.

## Образ жизни
Эти приматы активны ночью, в течение дня они спят в гуще растений, покинутых птичьих гнёздах или в дуплах деревьев. Ночью галаго отправляются на поиски корма, передвигаются, лазая вертикально и прыгая, могут преодолевать расстояние до 5 м. Несмотря на то, что довольно часто эти животные спят, тесно прижавшись друг к другу, поиски корма они всегда ведут в одиночку. Галаго часто сбрызгивают мочой собственные лапы, таким образом помечая свою территорию секретом.

## Питание
Основное питание сенегальского галаго — это насекомые, в незначительной мере они питаются также мелкими позвоночными животными, яйцами и цветками. В засушливый период важную роль играют древесные соки.
Шимпанзе охотятся на галаго, заостряя концы палок — это единственный документированный случай использования оружия животными, исключая человека.

## Размножение
Участок самца перекрывается с участками нескольких самок, в период спаривания доходит до споров между самцами за доступ к партнёрам по спариванию. Самки могут забеременеть дважды в год. К рождению самки сооружают гнездо из листьев, в котором детёныши проводят свои первые недели жизни. Период беременности составляет примерно от 110 до 140 дней, в помёте от одного до трёх (чаще два) детёнышей. В течение первых недель мать носит их в пасти, или те крепко хватаются за её шерсть. Примерно через три месяца детёныши отлучаются, половая зрелость наступает примерно в возрасте девяти месяцев. В неволе животные живут до 18 лет.

## Подвиды
Выделяют четыре подвида:
- номинативная форма Galago senegalensis senegalensis обитает от Сенегала до Судана,
- G. s. dunni — в Сомали и Эфиопии,
- G. s. braccatus — в Кении и Танзании,
- G. s. sotikae — в Танзании.